# Porrièras
Porrièras (en francès Pourrières) és un municipi francès situat al departament del Var i a la regió de Provença – Alps – Costa Blava.

## Demografia
| 1962                                       | 1968 | 1975  | 1982  | 1990  | 1999  | 2008  |
| ------------------------------------------ | ---- | ----- | ----- | ----- | ----- | ----- |
| 905                                        | 980  | 1.270 | 1.718 | 2.631 | 3.985 | 4.439 |
| Des de 1962: població sense dobles comptes |      |       |       |       |       |       |

## Administració
| Període   | Identitat          | Partit |
| --------- | ------------------ | ------ |
| 1947-1960 | Fernand Estrailler |        |
| 1960-1977 | Marius Michel      |        |
| 1977-1989 | Michel Delenne     |        |
| 1989-2001 | Jacques Gouirand   |        |
| 2001-     | Sébastien Bourlin  | UMP    |